# William Green (Gewerkschafter)

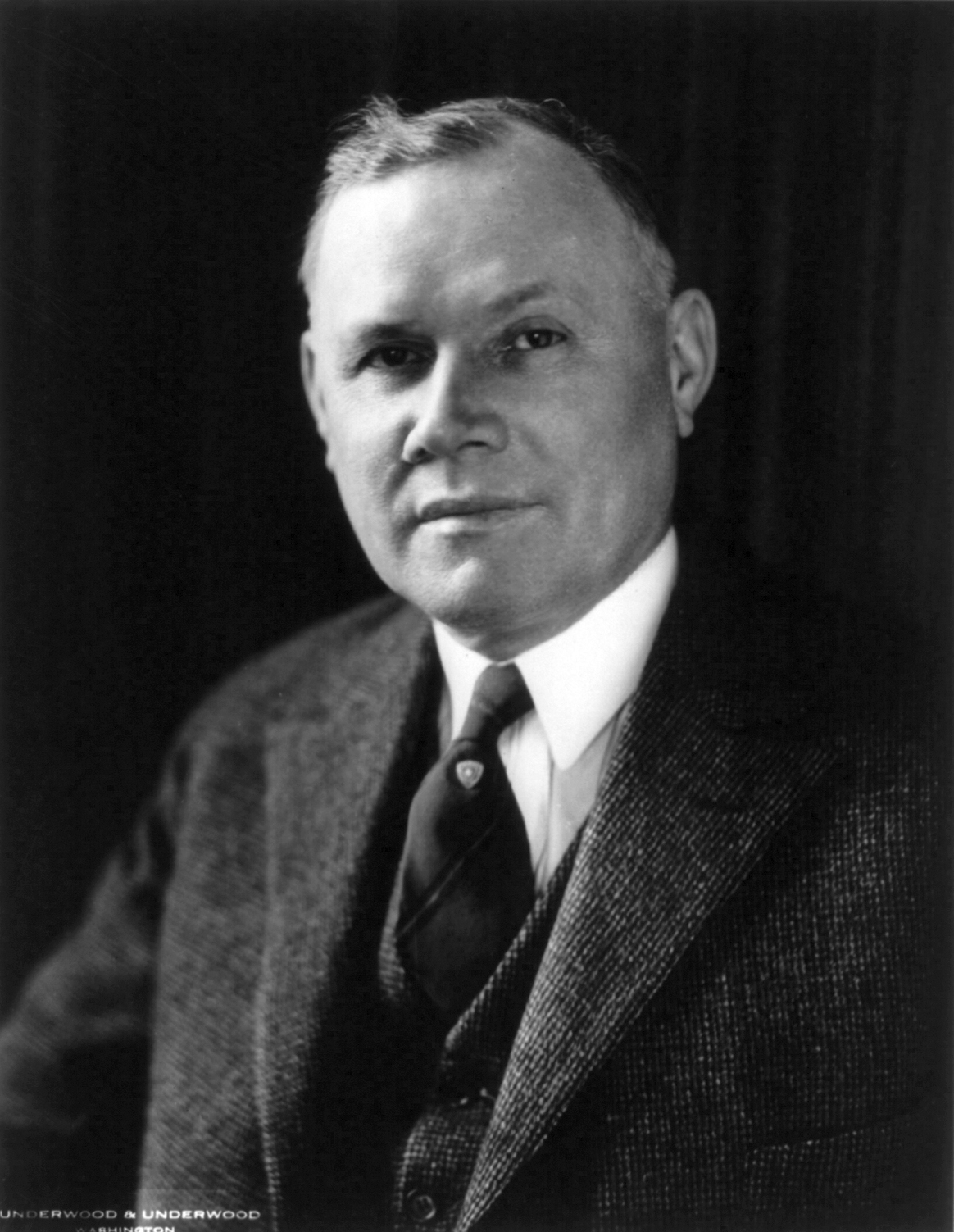
William Green

William Green (* 1873 in Coshocton, Ohio; † 1952) war ein US-amerikanischer Gewerkschafter und Politiker.
William Green war ein konservativer amerikanischer Gewerkschaftsführer. Er war Sekretär der Bergarbeitergewerkschaft in Ohio und Mitglied der Demokratischen Partei. Für diese wurde er 1910 in den Senat von Ohio gewählt. Zwei Jahre später gelang ihm die Wiederwahl. In dieser Parlamentskammer fungierte er als President pro tempore und Leiter der demokratischen Fraktion.
1924 wurde er als Nachfolger von Samuel Gompers Präsident der American Federation of Labor (AFL), der er bis zu seinem Tod 1952 blieb. 1937 schloss er die neu entstandenen Industriegewerkschaften aus der AFL aus, die daraufhin den Congress of Industrial Organizations (CIO) als selbstständige Organisation gründeten. 1955 schlossen sich die AFL und der CIO zum Dachverband AFL-CIO zusammen.